# 単管

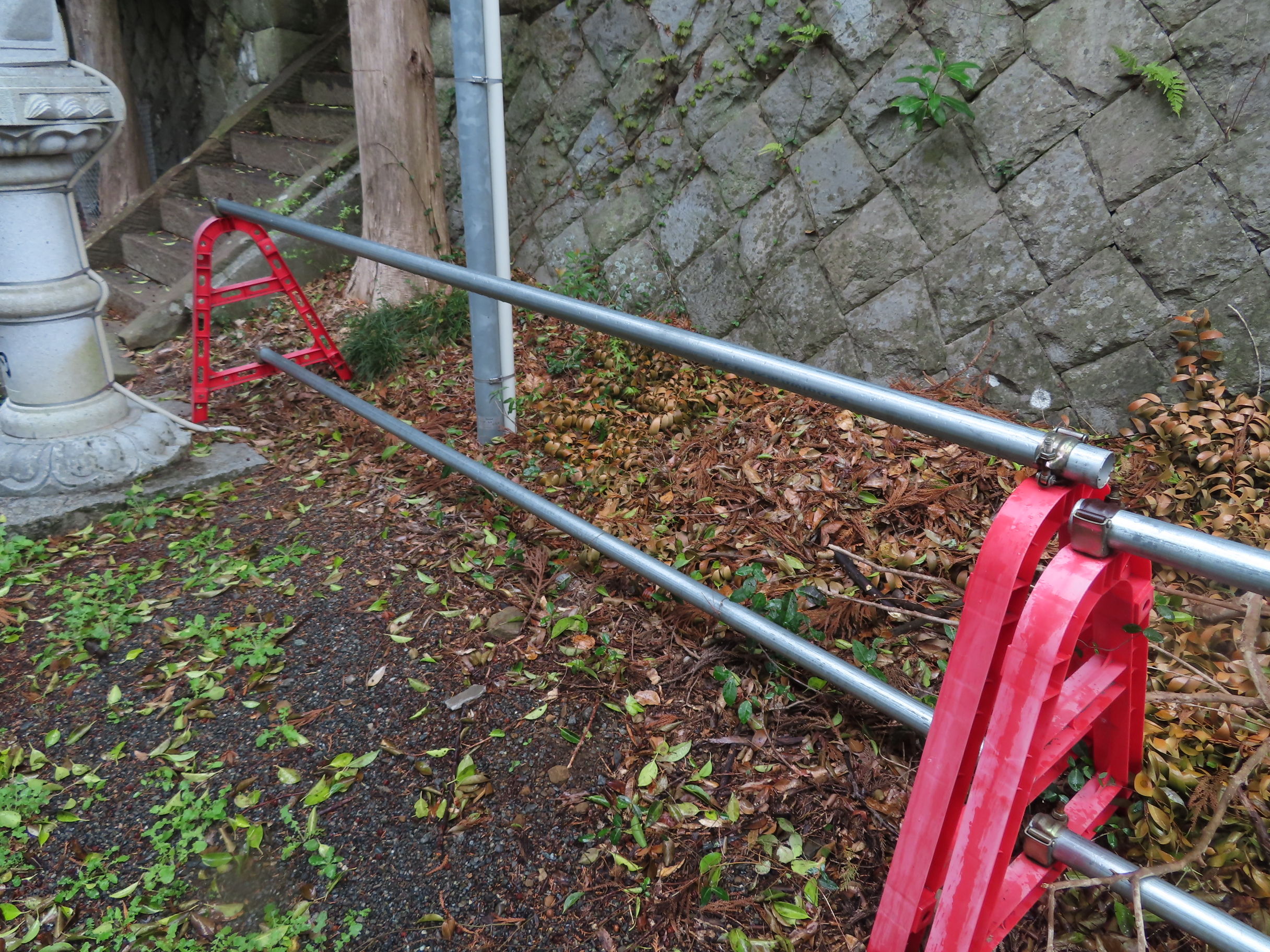
単管で作ったバリケード

単管 (たんかん) とは、建築工事で用いられる機材の一種。 単管パイプの略称。

## 概要
単管は鋼管の中でも直径48.6 mmのもので、厚さ（肉厚）は2.4 mmと1.8 mmの2種類。かつては2.4 mmのものが主流であったが、2021年時点では1.8 mmの軽量タイプが主流になりつつある。
建築現場での足場用の資材として利用されていることが多い。そのほか建設（建築・土木）の現場ではバリケード、ゲート、仮囲いなどの用途もみられる。建築や土木以外の分野では園芸や農業での部材としても使われる。
「A 8951-1995（鋼管足場）」では足場に用いる単管はJIS G 3444（一般構造用炭素鋼鋼管）に規定される鋼管の中でも直径48.6 mm・厚さ2.5 mmでSTK 500（引張強さが500 N/mm2）のものと定義されている。

## 製造

### メーカー
国内で単管の製造メーカーは大和鋼管工業、丸一鋼管、中山製鋼所の3社である。

### 製法
単管の一般的な製造方法は
- 先メッキ：鋼板にメッキ塗装してから鋼管に成形
- ドブメッキ：鋼板を鋼管に成形した後にメッキ塗装
- インラインメッキ：鋼板を鋼管に成形しながらメッキ塗装

の3種類に分けられる。

## 組立

### クランプ

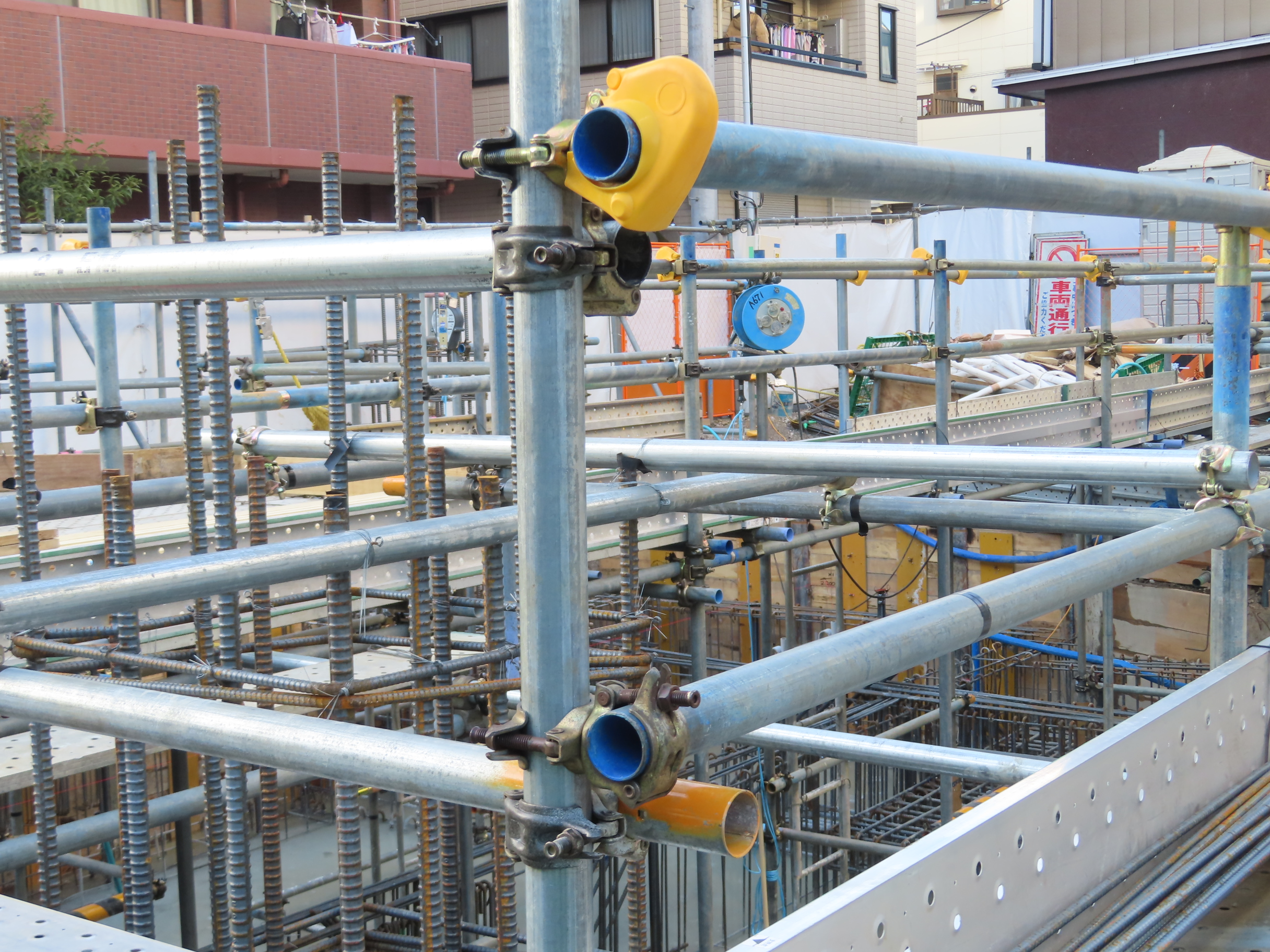
クランプ金具で組み合わされた単管

単管を交差あるいは平行して緊結させる道具には単管クランプがある。クランプ金具を用いれば、特別な技術を要さずレンチ1丁さえあれば簡単に単管の組立・解体ができる。
単管クランプには、交差角度を90度にする直交クランプ、交差角度を自由に変えられる自在型クランプ、直交クランプまたは自在型クランプと単クランプを組み合わせて3本の単管を交差緊結できる3連クランプなどがある。
小屋や倉庫などを建てる際には単管と垂木を繋ぐ垂木止めクランプがあり、交差角度によって直交型や自在型がある。

### 抜け防止
単管を連結させた時に単管の抜け落ちを防ぎたい場合はピン加工やダボ加工が行われる。ピン加工は単管内部にピンを貫通させた加工。ダボ加工は単管をプレス加工でくぼませた加工。「鋼管足場用の部材及び附属金具の規格」（昭和56年12月25日労働省告示第103号）に適合した単管ジョイントを取り付けるために加工する。
いずれの加工も施されていないパイプ（バタ丸やバタと呼ばれる）を連結するにはボンジョイントを用いるが、抜け止め機構が圧着方式のみで「鋼管足場用の部材及び附属金具の規格」には適合しないため足場用の資材として使用してはならない。